# José Canon
José Canon (Buvrinnes, 23 mei 1946 - Anderlues, 11 juni 2014) was een Belgisch volksvertegenwoordiger.

## Levensloop
Na studies aan de onderofficierenschool in Dinant, werd Canon beroepsonderofficier en vervolgens werkte hij korte tijd als controleur openbare werken voor de Regie der Gebouwen. Ook was hij zelfstandig verzekeringsmakelaar.
In 1971 werd hij voor de toenmalige BSP verkozen tot gemeenteraadslid in Anderlues en was van 1987 tot 2000 burgemeester van deze gemeente.
Van 1991 tot 2003 zetelde José Canon voor de PS in de Kamer van volksvertegenwoordigers, verkozen voor het arrondissement Thuin. Hij bekommerde zich in de Kamer voornamelijk om militaire aangelegenheden. Hij zetelde van 1991 tot 1995 ook in de Waalse Gewestraad en de Raad van de Franse Gemeenschap.
Begin de jaren 2000 rezen meningsverschillen tussen hem en de PS. Hij richtte zijn eigen lijst op onder de naam Mouvement Socialiste José Canon (M.S.J. Canon), geïntegreerd in de linkse Mouvement socialiste (Belgique). Zijn dissidente lijst haalde bij de gemeenteraadsverkiezingen van 2006 vijf gekozenen, maar geraakte niet in de bestuursmeerderheid. Hijzelf zetelde nog in de oppositie tot in 2012. Een precaire gezondheidstoestand verhinderde hem verdere politieke activiteit.